# Complexe lagunaire de Canet-Saint Nazaire
Complexe lagunaire de Canet-Saint Nazaire este o arie protejată (arie de protecție specială avifaunistică — SPA) din Franța întinsă pe o suprafață de 1.858 ha, integral pe uscat.

## Localizare
Centrul sitului Complexe lagunaire de Canet-Saint Nazaire este situat la coordonatele 42°40′05″N 3°00′48″E / 42.66806°N 3.01333°E.

## Înființare
Situl Complexe lagunaire de Canet-Saint Nazaire a fost declarat arie de protecție specială avifaunistică în baza directivei 79/409 din 1979 referitoare la conservarea păsărilor sălbatice pentru a proteja 30 de specii de animale.

## Biodiversitate
Situată în ecoregiunea mediteraneană, aria protejată nu include niciun habitat protejat.
La baza desemnării sitului se află mai multe specii protejate de  păsări (30): privighetoare-de-baltă (Acrocephalus melanopogon), rață lingurar (Anas clypeata), stârc roșu (Ardea purpurea), stârc galben (Ardeola ralloides), rață-cu-cap-castaniu (Aythya ferina), rața moțată (Aythya fuligula), rață roșie (Aythya nyroca), buhai de baltă (Botaurus stellaris), ciocârlie-cu-degete-scurte (Calandrella brachydactyla), prundăraș de sărătură (Charadrius alexandrinus), chirighiță-cu-obraz-alb (Chlidonias hybridus), chirighiță neagră (Chlidonias niger), erete de stuf (Circus aeruginosus), dumbrăveancă (Coracias garrulus), egretă albă (Egretta alba), egretă mică (Egretta garzetta), lișiță (Fulica atra), ciovlica roșcată (Glareola pratincola), piciorong (Himantopus himantopus), stârc pitic (Ixobrychus minutus), gușă albastră (Luscinia svecica), rață cu ciuf (Netta rufina), bătăuș (Philomachus pugnax), Phoenicopterus ruber, ploier auriu (Pluvialis apricaria), Porphyrio porphyrio, cresteț pestriț (Porzana porzana), chiră mică (Sterna albifrons), chiră de mare (Sterna sandvicensis), fluierar de mlaștină (Tringa glareola).
Pe lângă speciile protejate, pe teritoriul sitului au mai fost identificate 4 specii de păsări.